# خودولیپیه
خودولیپیه (به لهستانی:  Chudolipie) یک روستا در لهستان است که در گمینا مشچونوو واقع شده‌است. خودولیپیه ۵۰ نفر جمعیت دارد و ۱۸۹ متر بالاتر از سطح دریا واقع شده‌است.